# Selección de fútbol sub-23 de Uzbekistán
La Selección de fútbol sub-23 de Uzbekistán, conocida también como la Selección olímpica de fútbol de Uzbekistán, es el equipo que representa al país en Fútbol en los Juegos Olímpicos, los Juegos de Asia y en el Campeonato Sub-23 de la AFC; y es controlada por la Federación de Fútbol de Uzbekistán.

## Estadísticas

### Juegos Olímpicos
| Año   | Ronda          | Posición     | PJ           | PG           | PE           | PP           | GF           | GC           | DG           |
| ----- | -------------- | ------------ | ------------ | ------------ | ------------ | ------------ | ------------ | ------------ | ------------ |
| 1996  | No participó   | No participó | No participó | No participó | No participó | No participó | No participó | No participó | No participó |
| 2000  | No participó   | No participó | No participó | No participó | No participó | No participó | No participó | No participó | No participó |
| 2004  | No clasificó   | No clasificó | No clasificó | No clasificó | No clasificó | No clasificó | No clasificó | No clasificó | No clasificó |
| 2008  | No clasificó   | No clasificó | No clasificó | No clasificó | No clasificó | No clasificó | No clasificó | No clasificó | No clasificó |
| 2012  | No clasificó   | No clasificó | No clasificó | No clasificó | No clasificó | No clasificó | No clasificó | No clasificó | No clasificó |
| 2016  | No clasificó   | No clasificó | No clasificó | No clasificó | No clasificó | No clasificó | No clasificó | No clasificó | No clasificó |
| 2021  | No clasificó   | No clasificó | No clasificó | No clasificó | No clasificó | No clasificó | No clasificó | No clasificó | No clasificó |
| 2024  | Fase de grupos | 13.º         | 3            | 0            | 1            | 2            | 2            | 4            | -2           |
| Total | 1/8            |              | 3            | 0            | 1            | 2            | 2            | 4            | -2           |

### Juegos de Asia
| Sede/Año | Resultado        | J  | G  | E | P | GF | GC |
| -------- | ---------------- | -- | -- | - | - | -- | -- |
| 2002     | Fase de grupos   | 3  | 1  | 0 | 2 | 2  | 4  |
| 2006     | Cuartos de final | 4  | 3  | 0 | 1 | 7  | 4  |
| 2010     | Cuartos de final | 5  | 2  | 0 | 3 | 5  | 7  |
| 2014     | Octavos de final | 4  | 2  | 1 | 1 | 11 | 4  |
| 2018     | Cuartos de final | 5  | 4  | 0 | 1 | 16 | 4  |
| 2022     | Tercer lugar     | 6  | 5  | 0 | 1 | 12 | 4  |
| Total    | 6/6              | 27 | 17 | 1 | 9 | 53 | 27 |

### Campeonato Sub-23 de la AFC
| Sede / Año | Resultado      | J            | G            | E            | P            | GF           | GC           |
| ---------- | -------------- | ------------ | ------------ | ------------ | ------------ | ------------ | ------------ |
| 2013       | Fase de grupos | 3            | 1            | 1            | 1            | 3            | 4            |
| 2016       | No clasificó   | No clasificó | No clasificó | No clasificó | No clasificó | No clasificó | No clasificó |
| 2018       | Campeón        | 6            | 5            | 0            | 1            | 12           | 3            |
| 2020       | Cuarto puesto  | 6            | 2            | 1            | 3            | 9            | 5            |
| 2024       | Subcampeón     | 6            | 5            | 0            | 1            | 14           | 1            |
| Total      | 4/5            | 21           | 13           | 2            | 6            | 38           | 13           |

## Entrenadores
- Mirzohim Ghulomov y Aleksander Ivankov (1995)
- Viktor Borisov (1999)
- Viktor Borisov (2003)
- Rauf Inileev (2006)
- Vadim Abramov (2007)
- Akhmad Ubaydullaev (2010)
- Vadim Abramov (2011-2012)
- Aleksey Evstafeev (2012-2013)
- Shukhrat Maqsudov (2014-2015)
- Mirjalol Qosimov (2014)
- Bakhtiyor Ashurmatov (2015)
- Viktor Djalilov (2015)
- Samvel Babayan (2015-2016)
- Jasur Abduraimov (2016-2017)
- Ravshan Khaydarov (2017-2018)
- Ljubinko Drulovic (2019-2020)